# Амгинський улус
Амгинський улус (якут. Амма улууһа, рос. Амгинский улус) — муніципальний район на південному сході Республіки Саха (Якутія). Адміністративний центр — село Амга. Утворений 9 січня 1930 року.

## Населення
Населення району становить 16 832 особи (2013).

## Адміністративний поділ
Район адміністративно поділяється на 14 муніципальних утворень, які об'єднують 21 населений пункт.